# Liste der Biografien/Garh
Liste der Biografien |
Portal Biografien |
Personensuche
# |
A |
B |
C |
D |
E |
F |
G |
H |
I |
J |
K |
L |
M |
N |
O |
P |
Q |
R |
S |
T |
U |
V |
W |
X |
Y |
Z |
?
 
Ga |
Gb |
Gc |
Gd |
Ge |
Gf |
Gh |
Gi |
Gj |
Gk |
Gl |
Gm |
Gn |
Go |
Gp |
Gq |
Gr |
Gs |
Gu |
Gv |
Gw |
Gy |
Gz
 
Gaa |
Gab |
Gac |
Gad |
Gae |
Gaf |
Gag |
Gah |
Gai |
Gaj |
Gak |
Gal |
Gam |
Gan |
Gao |
Gap |
Gaq |
Gar |
Gas |
Gat |
Gau |
Gav |
Gaw |
Gax |
Gay |
Gaz
 
Gara |
Garb |
Garc |
Gard |
Gare |
Garf |
Garg |
Garh |
Gari |
Gark |
Garl |
Garm |
Garn |
Garo |
Garp |
Garr |
Gars |
Gart |
Garu |
Garv |
Garw |
Gary |
Garz
Die Liste der Biografien führt alle Personen auf, die in der deutschsprachigen Wikipedia einen Artikel haben. Dieses ist eine Teilliste mit 7 Einträgen von Personen, deren Namen mit den Buchstaben „Garh“ beginnt.

## Garh

### Garha
- Garhammer, Erich (* 1951), deutscher römisch-katholischer Theologe
- Garhammer, Heinrich (* 1947), deutscher Freestyle-Skifahrer
- Garhammer, Josef (* 1935), deutscher Orgelbauer
- Garhan, Atilla Aybars (* 1991), türkischer Fußballspieler

### Garhe
- Garhel, Pedro (1952–2005), spanischer Performancekünstler

### Garho
- Garhofer, Hermann (1887–1949), österreichischer Richter
- Garhofer, Otto (* 1942), deutscher Fußballspieler